# 貝希特斯加登霍赫山

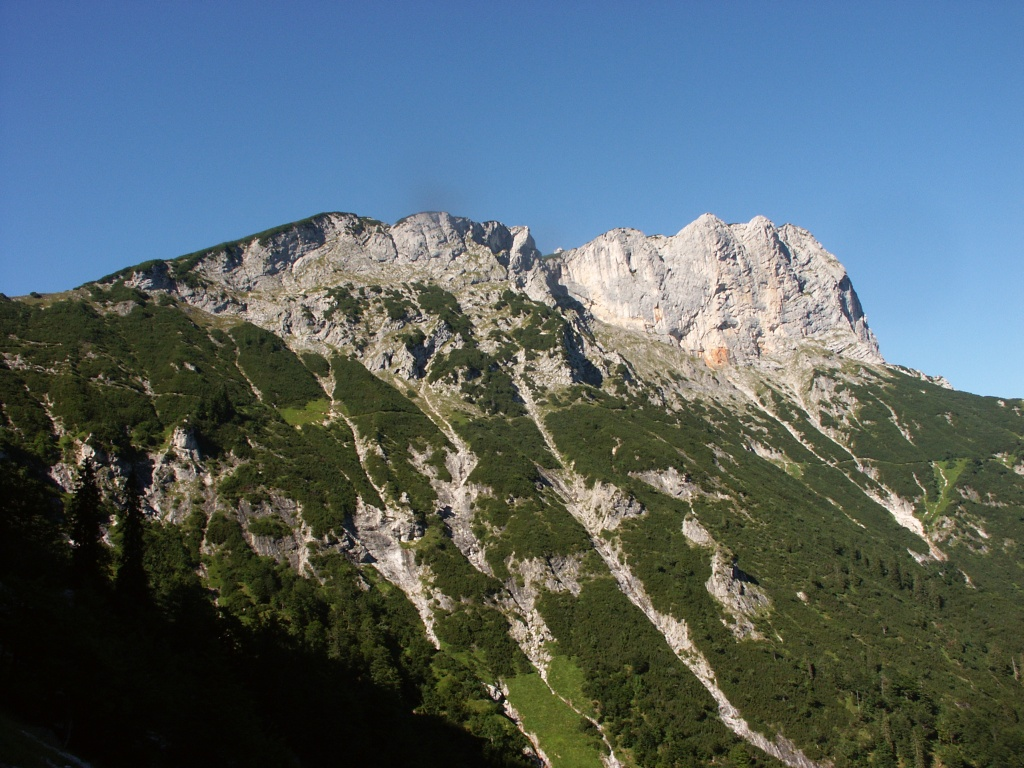

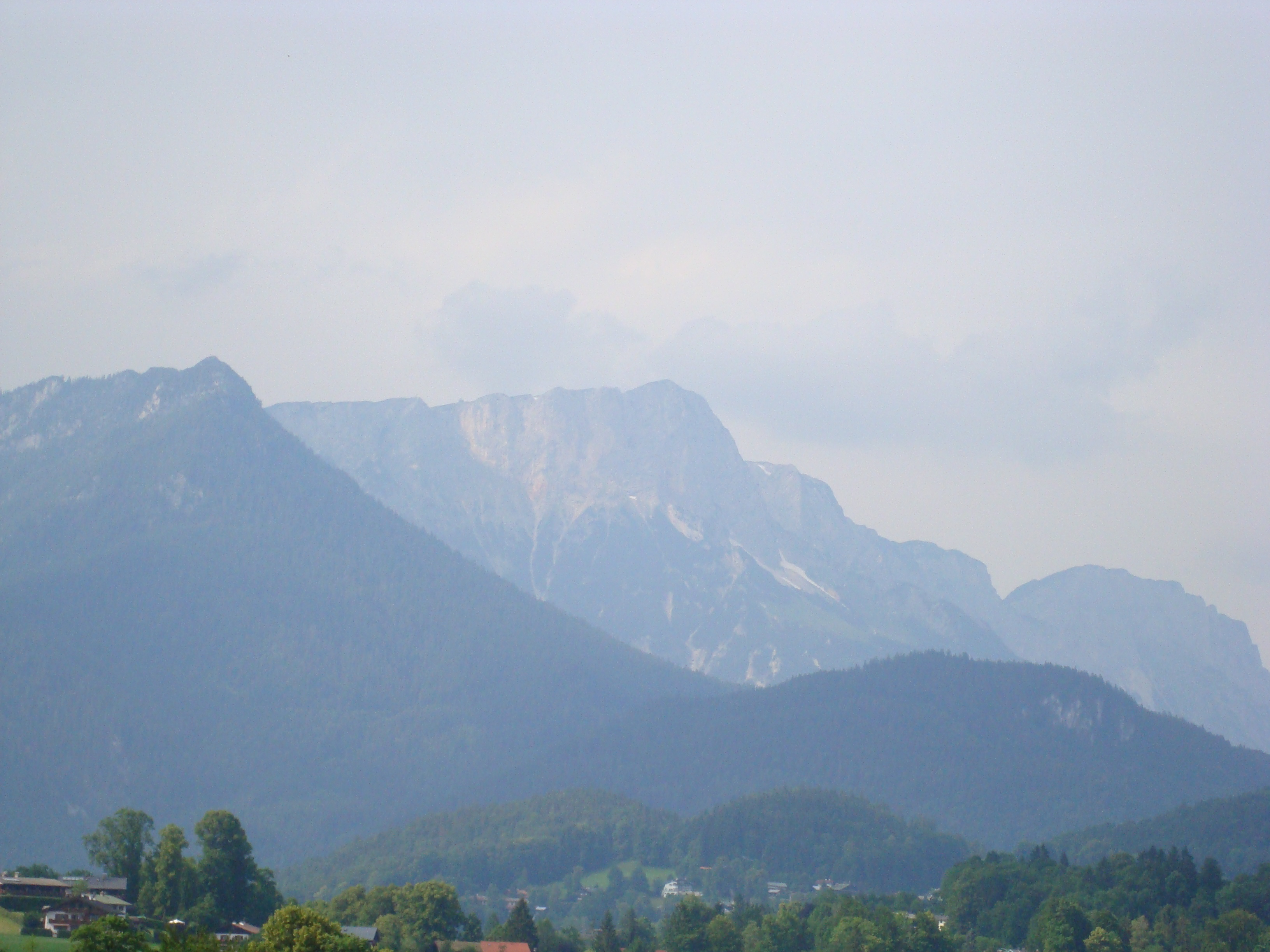

47°41′38.5″N 12°59′10″E / 47.694028°N 12.98611°E
貝希特斯加登霍赫山（德語：Berchtesgadener Hochthron），是德國的山峰，位於該國東南部，由巴伐利亞負責管轄，屬於貝希特斯加登阿爾卑斯山脈的一部分，距離上格爾山11.5公里，海拔高度1,972米，每年平均降雨量1,894毫米。